# 洗马河街道
洗马河街道，是中华人民共和国贵州省黔东南苗族侗族自治州凯里市下辖的一个乡镇级行政单位。

## 行政区划
洗马河街道下辖以下地区：
文化社区、振华社区、南丰社区、东门社区、桐荫坪村、九寨村、金明村、新台村和岩脚村。